# Angela Steinbach
Pour les articles homonymes, voir Steinbach.
Angela Steinbach, née le 31 mars 1955 à Clèves, est une nageuse ouest-allemande.
Lors des Jeux olympiques de 1972 se tenant à Munich, elle est médaillée de bronze du relais 4 × 100 mètres nage libre mais n'accède pas aux finales du 100 mètres et du 200 mètres nage libre. Aux championnats du monde 1973 à Belgrade, elle est à nouveau troisième en finale du 4 × 100 mètres nage libre.
Elle est mariée au nageur Jürgen Könnecker. Elle est la sœur du nageur Klaus Steinbach et la tante de la handballeuse Laura Steinbach.